# Α-乙酰-γ-丁内酯
ɑ-乙酰-γ-丁内酯（ABL）是γ-丁内酯的衍生物，可用于有机合成，也用于鉴定伯胺。

## 制备
ɑ-乙酰-γ-丁内酯可以由乙酸酯和γ-丁内酯在碱溶液中发生缩合反应而成。

## 用处

### 荧光检验
ɑ-乙酰-γ-丁内酯本身的荧光很微弱，但它的衍生物照到紫外线时会发出很强的荧光。ɑ-乙酰-γ-丁内酯的羰基会和胺反应生成希夫碱，因此经常用于在有机合成中确认合成出了胺。ɑ-乙酰-γ-丁内酯也可以和芳香胺发生雅普－克林格曼反应，生成荧光分子。

### 药物的前体
ɑ-乙酰-γ-丁内酯是多种如檀香烯的药物的前体。